# Rodolfo Manzo
Rodolfo Manzo (San Vicente de Cañete, 5 giugno 1949) è un ex calciatore peruviano, di ruolo difensore.

## Carriera
Con la Nazionale peruviana ha preso parte ai Mondiali 1978.